# كربوران

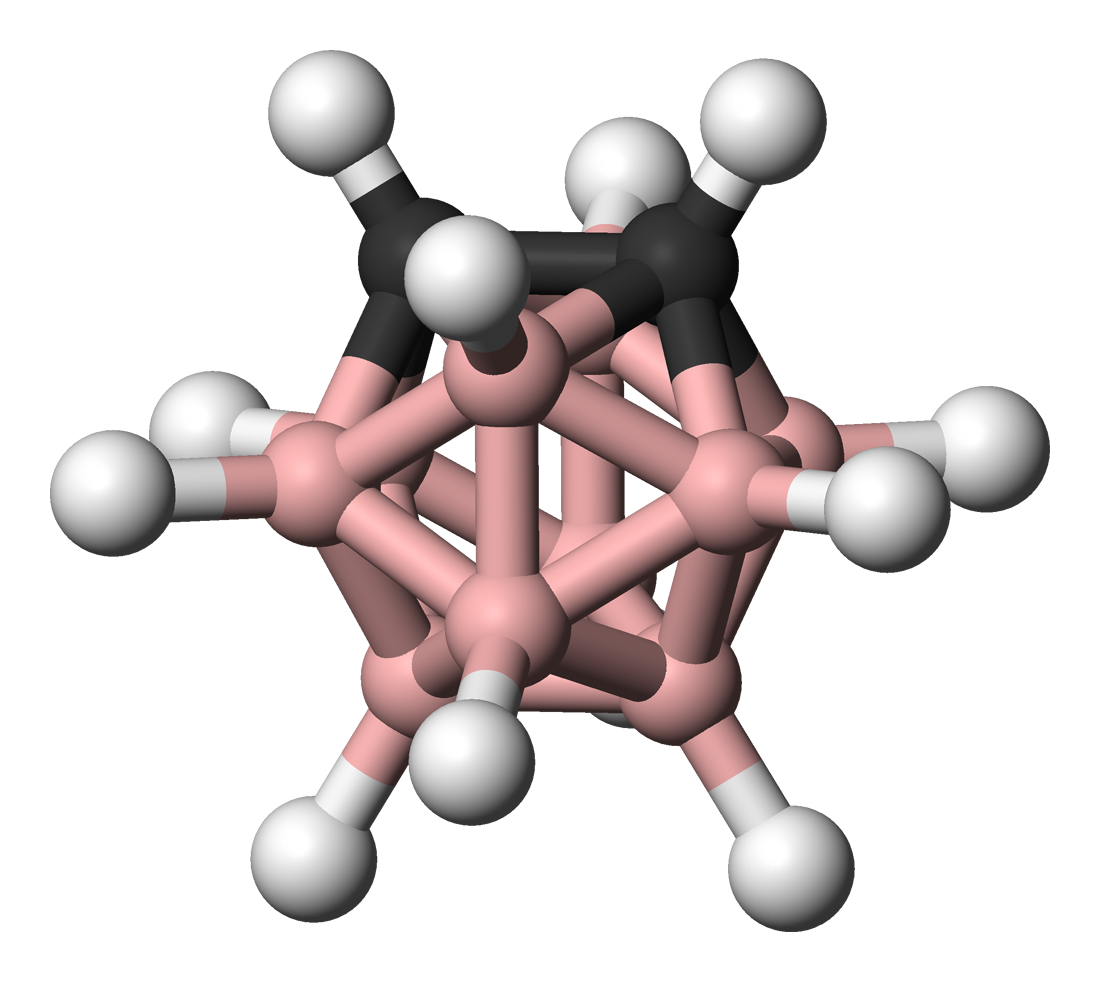
نموذج بنيوي لأحد مركبات الكربورانات

الكربورانات هي مركبات تجميعية من البورون والكربون والهيدروجين، وهي مثل العديد من مركبات البورانات المتعلقة، تكون على شكل عناقيد أو تجمعات متعددة السطوح.

## أمثلة
من الأمثلة المثيرة للاهتمام من الكربورانات تجمعات كلوسو closo العنقودية عشرونية السطوح ذات الثباتية العالية. إن هذه المركبات الغنية بالبورون لديها خصائص شبيهة بالمركبات العضوية، حيث أن النشاط الكيميائي لها يشابه الجزيئات العضوية، على الرغم من أن بنيتها أقرب للأنواع اللاعضوية وإلى الأنواع العضوية الفلزية.
من أمثلة الكربورانات الشهيرة مركب C2B10H12 المعتدل، والذي يسمّى أورثو الكربوران، حيث أن أوروثو مشتقة من نموذج الاستبدال للمركبات العطرية. يستخدم هذا المركب في العديد من التطبيقات في مجال صناعة البوليمرات.
من الأمثلة الأخرى على الكربورانات حمض الكربوران، وهو حمض فائق له الصيغة (H(CHB11Cl11.

### اثنا عشري البوران ثنائي الكربون
من أكثر مركبات الكربورانات دراسة مركب اثنا عشري البوران ثنائي الكربون Dicarbadodecaborane C2B10H12، والذي حضر لأول مرة سنة 1963.
يحضر من تفاعل الأسيتيلين مع عشاري البوران. يمكن إجراء تعديل لهذه الطريقة باستعمال ثنائي ميثيل ثنائي كربوكسيلات الأسيتيلين DMAD ليعطي C2B10H10(CO2CH3)2، والذي يمكن أن يحوّل إلى C2B10H12.